# Ligue tunisienne des droits de l'homme
La Ligue tunisienne des droits de l'homme (arabe : الرابطة التونسية للدفاع عن حقوق الإنسان) ou LTDH est une association fondée en 1976 et visant à l'observation et la défense des droits de l'homme en Tunisie par Hassib Ben Ammar. Elle est la doyenne des ligues des droits de l'homme en Afrique et dans le monde arabe,.
En 2008, la LTDH compte près de 3 000 membres, contre un peu plus de 4 200 à la fin des années 1980, qui paient une cotisation symbolique de dix dinars loin de couvrir les frais généraux. Les nouvelles adhésions sont gelées depuis 1994, par crainte de l'infiltration de militants islamistes ou personnes proches du pouvoir dans ses rangs. Les membres du bureau directeur sont tous bénévoles. En plus du siège situé sur la rue de Bordeaux à Tunis, l'association dispose de dix locaux régionaux.
La Ligue tunisienne des droits de l'homme est l'une des composantes du quartet du dialogue national qui obtient le prix Nobel de la paix 2015 pour son succès dans la mission qui a abouti à la tenue des élections présidentielles et législatives ainsi qu'à la ratification de la nouvelle Constitution en 2014.

## Histoire
Fondée en 1976 par un groupe de personnalités issues de la mouvance libérale, elle est légalisée le 5 mai 1977. Composée de juristes, d'enseignants, de médecins, d'avocats et de journalistes, elle est présidée par le professeur Saâdeddine Zmerli, chef de service d'urologie à l'hôpital Charles-Nicolle, jusqu'en 1988. Dans les années 1980, les rapports de l'association avec le pouvoir de Habib Bourguiba se dégradent mais l'arrivée du nouveau président Zine el-Abidine Ben Ali en 1987 détend la situation avec des mesures touchant la garde à vue ou l'abrogation des instruments de la justice politique.
En 1988, Zmerli devient ministre de la Santé suivi un an plus tard par l'ancien secrétaire général Dali Jazi et son successeur Mohamed Charfi nommé ministre de l'Éducation après huit mois à la tête de la LTDH. Le troisième congrès tenu en mars 1989 porte Moncef Marzouki à la présidence mais l'association entre dans une zone de turbulences dès le début des années 1990, dans un contexte de répression des militants islamistes d'Ennahdha. En 1992, un amendement de la loi sur les associations contraint la LTDH à accepter toute personne souhaitant y adhérer sans possibilité de réserve, dont des militants du Rassemblement constitutionnel démocratique (RCD) au pouvoir, même si la mesure n'est plus appliquée dès mars 1993. Le quatrième congrès tenu en février 1994 aboutit à l'éviction de Marzouki et l'élection de Taoufik Bouderbala, partisan d'une ligne conciliante avec le gouvernement. Malgré le choix de cette stratégie, Khemaïs Chammari et Khemaïs Ksila sont emprisonnés et la LTDH se voit débordée par des associations plus radicales comme le Conseil national pour les libertés en Tunisie créé en 1998.
Le cinquième congrès tenu en octobre 2000 porte l'avocat proche du Parti communiste des ouvriers de Tunisie, Mokhtar Trifi, à la présidence face à Fadhel Ghedamsi. Le 14 novembre, les candidats non élus obtiennent l'annulation de l'assemblée générale pour vice de forme et, le 27 novembre, l'association est placée sous administration judiciaire et les activités de son bureau sont gelées,. Le congrès est à nouveau convoqué par une décision de justice rendue le 21 juin 2001. En 2005, la fusion-dissolution de quatorze sections, dont sept contrôlées par des proches du RCD, organisée en prélude au congrès prévu pour le mois de septembre conduit à un nouveau blocage judiciaire qui conduit à un nouveau gel des activités. Le sixième congrès de la LTDH qui tente de se dérouler le 27 mai 2006 à Tunis est interdit,.
En 2007, la nomination de l'ancien ambassadeur Moncer Rouissi à la tête du Conseil supérieur pour les droits de l'homme et les libertés fondamentales, dépendant du gouvernement, permet le début d'un dialogue même si le sixième congrès n'a pu se tenir jusque-là. Toutefois, le comité directeur de la LTDH continue de se réunir chaque semaine.
Le 17 janvier 2011, le « gouvernement d'union nationale » constitué à la suite de la révolution tunisienne annonce, lors de sa formation, la levée définitive de l'interdiction de l'ensemble des activités de la ligue sur le territoire tunisien. Au terme du sixième congrès présidé par Mohamed Salah Fliss, le 23 septembre 2011, l'ancien bâtonnier Abdessattar Ben Moussa est élu président de la LTDH, devançant Anouar Koussari et succédant ainsi à Mokhtar Trifi qui ne se représentait pas, après onze ans de présidence. Mais, pour la première fois, la composition consensuelle et la représentation de tous les partis, y compris le parti au pouvoir, est abandonnée au profit des résultats des urnes. Ceux-ci donnent la majorité à l'Association tunisienne des femmes démocrates et au Mouvement des patriotes démocrates. Aux côtés de Ben Moussa, les principales fonctions sont attribuées à Balkis Allagui (vice-président), Abderrahman Hdhili (secrétaire général), Houcine Krimi, Riadh Gharbi et Hamida Dridi. Cependant, les progrès réalisés par le pays dans le domaine des libertés réduisent le champ d'action de la LTDH et la marginalisent.
Le 30 septembre 2016 s'ouvre le septième congrès sous le thème « Tous les droits sans exclusion ni ségrégation », marquant ainsi la volonté de la LTDH de s'occuper davantage des questions sociales et des droits de la femme. La présidence du congrès est assurée par Hend Blaïech Barrak. Le Parti unifié des patriotes démocrates et le Parti des travailleurs remportent la majorité mais de nombreux observateurs notent la primauté des intérêts partisans sur la défense des droits de l'homme. Il y a, d’abord, l’attachement à l’appartenance politique, qui a primé dans le ralliement des uns et des autres au détriment de la compétence, du mérite et de l’indépendance d’esprit. Il y a, ensuite, l’ambiance confuse et délétère dans laquelle se déroule la course électorale. Il faut une semaine de tractations pour que la répartition des fonctions soit effectuée : Jamel Msallem, qui a été pendant dix ans le président de la section de Sousse, est élu président de la LTDH mais un certain nombre d’adhérents du Parti unifié des patriotes démocrates protestent contre l’hégémonie du Parti des travailleurs qui accapare les principales fonctions et onze cadres élus boycottent la répartition des tâches au sein du comité directeur.